# Budhinanda
Budhinanda (en népalais : बुढीनन्दाी) est une municipalité du Népal située dans le district de Bajura. Au recensement de 2011, elle comptait 18 883 habitants.
Elle regroupe les anciens comités de développement villageois de Kolti, Pandusain et d'une partie de Baddhu et Jagannath.